# Megaselia llanquihuea
Megaselia llanquihuea är en tvåvingeart som beskrevs av Schmitz 1929. Megaselia llanquihuea ingår i släktet Megaselia och familjen puckelflugor. Artens utbredningsområde är Chile. Inga underarter finns listade i Catalogue of Life.